# Irma Brósz
Irma Brósz (n. 11 iunie 1911, Covasna, România – d. 20 mai 1976, Cluj-Napoca, România) a fost o pictoriță maghiară din România, fiica ornitologului Emil Brósz.